# A bennfentes
A bennfentes (The Insider) Michael Mann filmje, amelyet 1999-ben mutattak be a mozikban. A főszerepekben Al Pacino és Russell Crowe. A film valós eseményeken alapul, az 1990-es évek végén talán legnagyobb vihart kavart bírósági pere alapján készült. Ebben Mississippi és a hozzá csatlakozó 49 állam 246 milliárd dolláros keresetet nyújtott be a dohányipar ellen. Lowell Bergman, a film készítésekor újságírást tanított a University of California hallgatóinak, Jeffrey Wigand, a tudóst pedig, aki állását elvesztve középiskolai tanár lett, az év tanárává választották. A film a Hollywoodban nagy hagyományokra visszatekintő bírósági filmek sorába illeszkedik.

## Leírás
A 90-es évek végének egyik legnagyobb vihart kavart amerikai bírósági ügye volt az a per, melynek során Mississippi és 49 másik állam 246 milliárd dolláros keresetet nvújtott be a dohányipar ellen. A nagyszabású per egyik legfontosabb tanúja Jeffrey Wigand (Russell Crowe) volt, aki korábban fontos beosztást töltött be, kutatási és fejlesztési vezetőként dolgozott a Brown & Williamson cégnél. Mikor a vezetés olyan kísérletekbe kezdett, mely a nikotinfüggés felgyorsítását célozta, Wigand tiltakozott – és hamarosan kirúgták állásából. Elismert tudósnak és abszolút bennfentesnek számított tehát, hozzá hasonló ember nemigen állt még a nyilvánosság elé egy ilyen ügyben. Márpedig egy rámenős tévés pont erre igyekezett rávenni Lowell Bergmant (Al Pacino), a 60 minutes című műsor producere és oknyomozó riportere – Mike Wallace műsorrésze számára – elkészítette az ún. Wallace-interjút, mely a megsemmisítő tanúvallomás miatt vált híressé. Nem utolsósorban pedig elintézte Wigand számára a jogi védelmet. Ám hiába ígérkezett az interjú a 60 minutes évek óta legizgalmasabb és legjelentősebb eseményének, mégsem került a nyilvánosság elé. Az utolsó percben a CBS News producerei, köztük Don Hewitt, lefújták az interjú adásba kerülését, mert egyik jogászuk szerint a Brown & Williamson ezért több millió dolláros pert akaszthat a társaság nyakába. Bergman előtt nyilvánvalóvá vált a műsor berkein belüli széthúzás és bizalomvesztés, de nem adta fel a küzdelmet, hogy rávegye a CBS-t a teljes interjú műsorra tűzésére. Wigand, miután beperelték, és a lejáratására indult országos hadjárat célpontja lett, elvált, és már a börtön gondolatával is szembenézett. Ő, aki olyan sokat kockáztatott, úgy tűnt, most mégsem tudja eljuttatni vallomását az amerikai néphez. Két átlagos ember kényszerül rendkívüli körülmények közé, s annyi bizonyos, hogy akárhogy dől is el az ügy, ők ketten többé nem lesznek már ugyanazok.

## Szereplők
| Karakter             | Színész               | Magyar hang       |
| -------------------- | --------------------- | ----------------- |
| Lowell Bergman       | Al Pacino             | Végvári Tamás     |
| Dr. Jeffrey Wigand   | Russell Crowe         | Rátóti Zoltán     |
| Mike Wallace         | Christopher Plummer   | Kristóf Tibor     |
| Don Hewitt           | Philip Baker Hall     | Makay Sándor      |
| Liane Wigand         | Diane Venora          | Kocsis Mariann    |
| Richard Scruggs      | Colm Feore            | Barbinek Péter    |
| Thomas Sandefur      | Michael Gambon        | Tolnai Miklós     |
| Sharon Tiller        | Lindsay Crouse        | Győry Franciska   |
| Debbie De Luca       | Debi Mazar            | Bognár Gyöngyvér  |
| NY Times riporter    | Pete Hamill           | Orosz István      |
| Helen Caperelli      | Gina Gershon          | Orosz Anna        |
| Ron Motley           | Bruce McGill          | Papp János        |
| Eric Kluster         | Stephen Tobolowsky    | Várkonyi András   |
| John Scanlon         | Rip Torn              | Bácskai János     |
| Mrs. Williams        | Lynne Thigpen         |                   |
| Barbara Wigand       | Hallie Kate Eisenberg |                   |
| Norman, az operatőr  | Michael Paul Chan     |                   |
| Mrs. Wigand          | Linda Hart            |                   |
| Mark Stern           | Robert Harper         | Rosta Sándor      |
| Robertson FBI-ügynök | Nestor Serrano        | Csuha Lajos       |
| Dohánycégek ügyvédje | Wings Hauser          |                   |
| Fadlallah sejk       | Cliff Curtis          | Dobránszky Zoltán |
| Deborah Wigand       | Renee Olstead         |                   |
| Önmaga               | Michael Moore         | Juhász György     |
| Sandefur ügyvédje    | Gary Sandy            | Imre István       |
| John Harris          | Willie C. Carpenter   | Cs. Németh Lajos  |
| Doug Oliver (FDA)    | Chris Ufland          | Katona Zoltán     |
| Magánnyomozó         | Douglas McGrath       | Pálfai Péter      |
| Charlie Phillips     | Paul Butler           | Rajhona Ádám      |
| Önmaga               | Jack Palladino        |                   |
| Megan Odebash        | Sandra Sutherland     |                   |
| FBI-ügynök           | Dennis Garber         | Besenczi Árpád    |

## Díjak, jelölések
- Oscar-díj (1999)
  - jelölés: legjobb film (Pieter Jan Brugge, Michael Mann)
  - jelölés: legjobb rendező (Michael Mann)
  - jelölés: legjobb férfi főszereplő (Russell Crowe)
  - jelölés: legjobb adaptált forgatókönyv (Michael Mann, Eric Roth)
  - jelölés: legjobb operatőr (Dante Spinotti)
  - jelölés: legjobb vágás (William Goldenberg, David Rosenbloom, Paul Rubell)
  - jelölés: legjobb hangvágás (Lee Orloff, Andy Nelson, Doug Hemphill)

Golden Globe-díj (1999)
- - jelölés: legjobb dráma
  - jelölés: legjobb drámai színész (Russell Crowe)
  - jelölés: legjobb rendező (Michael Mann)
  - jelölés: legjobb forgatókönyv (Eric Roth, Michael Mann)
  - jelölés: legjobb eredeti filmzene (Lisa Gerrard, Pieter Bourke)